# Lord Aston of Forfar

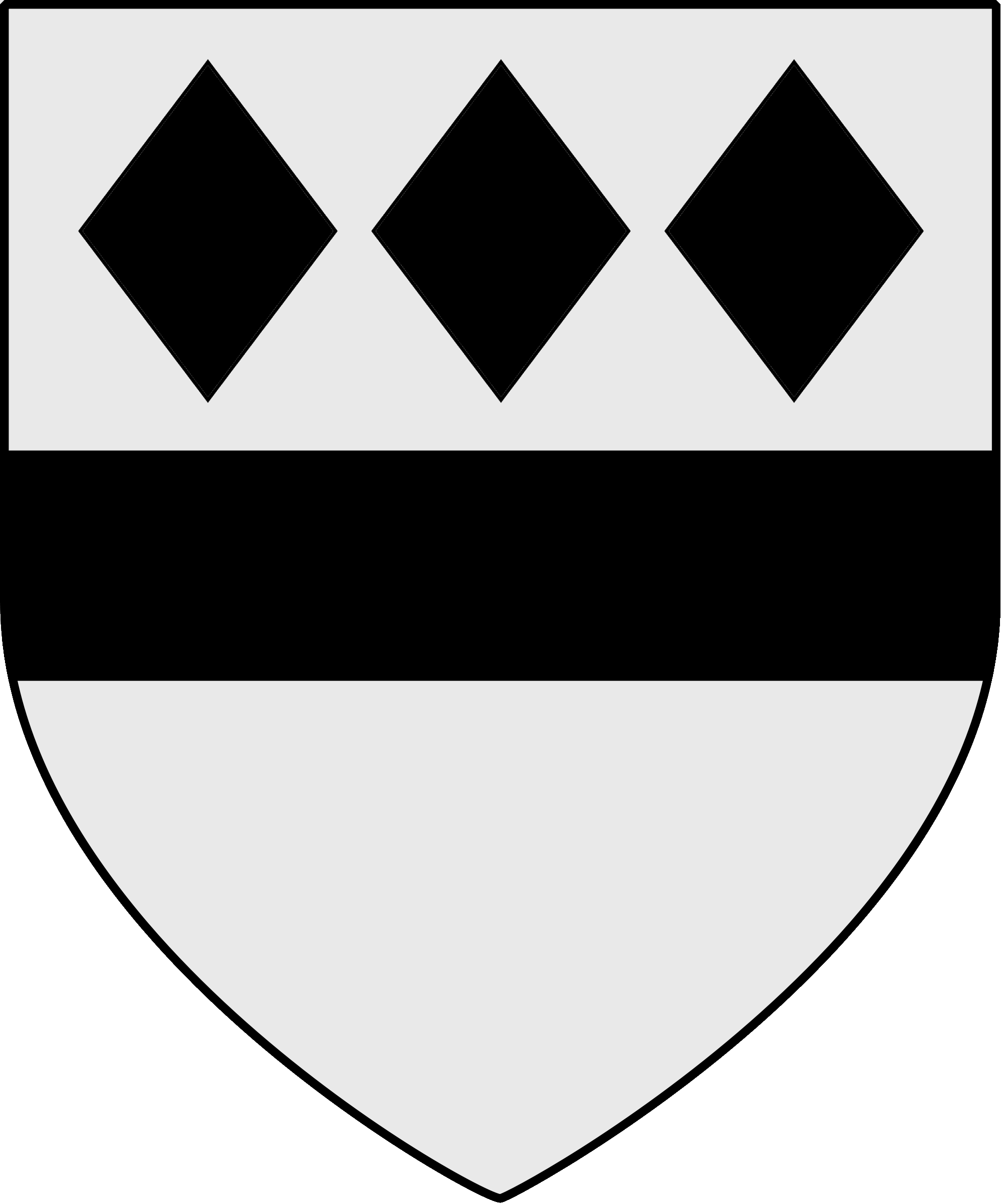
Familienwappen der Lords Aston of Forfar

Lord Aston of Forfar war ein erblicher britischer Adelstitel in der Peerage of Scotland, der nach der schottischen Stadt Forfar benannt ist.

## Verleihung und nachgeordnete Titel
Der Titel wurde am 28. November 1627 dem englischen Adligen Sir Walter Aston, 1. Baronet verliehen. Er war bereits am 22. Mai 1611 in der Baronetage of England zum Baronet, of Tixhall in the County of Stafford, erhoben worden.
Beim kinderlosen Tod des 5. Lords am 24. August 1751 erlosch die Baronetcy und die Lordship ruht seither. Mehrere Nachfahren der Lords beanspruchten in der Folgezeit den Lordtitel, ohne eine amtliche Anerkennung zu erlangen. Der letzte womöglich berechtigte Nachkomme starb 1845.

## Liste der Lords Aston of Forfar (1627)
- Walter Aston, 1. Lord Aston of Forfar (1584–1639)
- Walter Aston, 2. Lord Aston of Forfar (1609–1678)
- Walter Aston, 3. Lord Aston of Forfar (1633–1714)
- Walter Aston, 4. Lord Aston of Forfar (1660–1748)
- James Aston, 5. Lord Aston of Forfar (1723–1751)